# Alex Alves
Alex Alves, właśc. Alexandro Alves do Nascimento (ur. 30 grudnia 1974 w Campo Formoso, zm. 14 listopada 2012 w Jaú) – brazylijski piłkarz, występujący na pozycji napastnika.
W swojej siedemnastoletniej karierze zawodowej grał w piętnastu klubach z trzech różnych kontynentów. Przygodę z futbolem rozpoczynał w Vitórii Salvador (do 1994 roku), a następnie bronił barw SE Palmeiras (1994–1995), EC Juventude (1996), Portuguesa São Paulo (1997), Cruzeiro EC (1998–1999), niemieckiej Herthy Berlin (1999–2003; zdobył dla niej 25 bramek w 81 spotkaniach ligowych), Clube Atlético Mineiro (2003), CR Vasco da Gama (2004), ponownie Vitórii (2005–2006), chińskiego Guangzhou R&F FC (2006), Boavisty Saquarema (2007), Fortalezy EC (2008), znowu Boavisty (2008), greckiego AO Kavala (2008–2009). Ostatnią drużyną, dla której występował było União Rondonópolis. W 2010 zakończył piłkarską karierę.
Zmarł 14 listopada 2012 w wieku 37 lat. Z białaczką zmagał się od czterech lat, choć do swojego cierpienia przyznał się dopiero w październiku 2012 roku.